# Françoise Kaiser
Françoise Kaiser (25 mei 1956) is een Belgisch voormalig badmintonster.

## Levensloop
Kaiser begon met badminton in 1968. Ze werd achtmaal Belgisch kampioene, waarvan viermaal in het enkelspel (1976, 1978, 1979 en 1980) Daarnaast won ze samen met Kirsten Ballisager tweemaal (1975 en 1976) het BK in het 'dames dubbel' en eenmaal met Gerda Cairns (1977). Met haar broer Dominique werd ze in 1979 Belgisch kampioene in de 'gemengd dubbel'.
Na haar spelerscarrière werd ze actief bij de Ligue Francophone Belge de Badminton (LFBB), van deze badmintonbond was ze van december 2009 tot mei 2014 ondervoorzitster. Ook is ze sinds 2008 voorzitster van Royal Badminton Club de Verviers, waarvan ze sinds 1974 coach is. In 2023 ontving ze de BWF-Award.
Ze is de dochter van Georges Kaiser, eveneens actief in het badminton.